# 히가시우라정
히가시우라정(일본어: 東浦町)은 일본 아이치현 중부 지타반도에 있는 지타군의 정이다. 옛 율령국으로는 오와리국 지타군에 해당한다. 주변이 중간 규모의 도시에 둘러싸여 주택 지역의 성격을 가지는 마을이다. 육아 지원 등 복지 행정에도 힘을 쓰고 있다.

## 지리
지타반도 동부에 위치하고 정의 서부는 완만한 구릉지대이지만 동부는 기메우라만과 접하고 있어 전원 지대도 펼쳐져 있다. 면적은 동서 6.2km, 남북 7.7km, 둘레는 128.04km로 삼각형에 가까운 형상이다.

## 역사
히가시우라정에는 조몬 시대의 패총 유적인 이리미 패총이 있어 약 7천 년 전부터 사람이 살고 있었다고 여겨진다. 센고쿠 시대에는 도쿠가와 이에야스의 어머니의 방계에 해당하는 미즈노 씨의 거성이 있었다. 에도 시대에는 지역 전체가 오와리번의 영지(일부 신사령)였다.
1906년 5월 1일에 지타군의 5개 촌이 합병해 히가시우라촌이 되었고, 1948년 6월 1일에는 정으로 승격해 히가시우라정이 되었다. 1970년대 이후에는 주택 단지 개발이 진행되어 인구가 증가했다.

## 교통

### 철도
- 도카이 여객철도 다케토요선

### 도로
- 국도 366호선

## 인구
| 년도   | 인구   |
| ------ | ------ |
| 1930년 | 9,922  |
| 1935년 | 11,327 |
| 1940년 | 12,017 |
| 1947년 | 15,204 |
| 1950년 | 16,173 |
| 1955년 | 18,853 |
| 1960년 | 20,425 |
| 1965년 | 22,194 |
| 1970年 | 24,550 |
| 1975년 | 33,080 |
| 1980년 | 36,035 |
| 1985년 | 38,614 |
| 1990년 | 40,430 |
| 1995년 | 42,409 |
| 2000년 | 45,168 |
| 2005년 | 48,046 |
| 2010년 | 49,800 |
| 2015년 | 49,230 |